# Virle Piemonte
Virle Piemonte – miejscowość i gmina we Włoszech, w regionie Piemont, w prowincji Turyn.
Według danych na rok 2004 gminę zamieszkiwało 1065 osób, 76,1 os./km².